# Costco Wholesale
Die Costco Wholesale Corporation ist eine US-amerikanische Warenhauskette für zahlende Mitglieder mit Hauptsitz in Issaquah bei Seattle, Bundesstaat Washington. Das Unternehmen ist im Aktienindex S&P 500 und im NASDAQ-100 gelistet. Im Jahr 2023 war Costco der drittgrößte Einzelhändler der Welt und 2016 der weltgrößte Einzelhändler für Qualitätsrindfleisch, Bio-Lebensmittel, Grillhähnchen und Wein. Costco steht auf Platz 11 der Fortune-500-Rangliste der größten US-amerikanischen Unternehmen nach Gesamtumsatz. Im November 2023 hatte Costco weltweit 871 Warenhäuser: 600 in den Vereinigten Staaten, 108 in Kanada, 40 in Mexiko, 33 in Japan, 29 im Vereinigten Königreich, 18 in Südkorea, 15 in Australien, 14 in Taiwan, fünf in China, vier in Spanien, zwei in Frankreich und je eines in Island, Neuseeland und Schweden.

## Unternehmensgeschichte

### Gründung von Price Club
Der Vorläufer von Costco, der Price Club, eröffnete sein erstes Geschäft am 12. Juli 1976 in San Diego in einer Reihe alter Flugzeughangars, die früher Howard Hughes gehörten. Das Geschäft, das als Costco Warehouse #401 bekannt ist, ist heute noch in Betrieb.
Das Verkaufsmodell von Price Club richtete sich an Kleinunternehmer und verkaufte Artikel in großen Mengen zu einem ermäßigten Preis in schlichten Ladenlokalen, die nur mit einem jährlichen Mitgliedsbeitrag zugänglich waren. Das Unternehmen ging 1980 an die Börse und expandierte bis Anfang 1986 auf 24 Standorte im Südwesten der USA und auf 1,1 Millionen Mitglieder. 1986 expandierte Price Club nach Kanada und eröffnete eine Filiale in Montreal, 1992 folgte eine Filiale in Mexiko-Stadt im Rahmen eines Joint Ventures mit der Supermarktkette Controladora Comercial Mexicana. Das Unternehmen kündigte außerdem Pläne an, über seine kanadische Tochtergesellschaft Filialen in Spanien und Portugal zu eröffnen.

### Gründung von Costco
Costco wurde am 15. September 1983 mit der Eröffnung des ersten Abholmarktes in Seattle durch James Sinegal und Jeffrey Brotman gegründet.
1993 fusionierte Costco mit dem Konkurrenten Price Club.

## Marketing
Costco bietet in 855 Geschäften in den USA, Australien, China, Kanada, Mexiko, im Vereinigten Königreich, Südkorea, Japan, Island, Spanien, Frankreich und Taiwan ständig rund 4000 Produkte an sowie 500 Sonder-Artikel. Angestrebt wird ein großer Warenumschlag zu Preisen unter denen anderer Anbieter. In den USA macht der Umsatz mit der Eigenmarke Kirkland rund 26 % des Konzernumsatzes aus.
Dabei agiert Costco als Klub, bei dem Kunden jährlich Mitgliedsbeiträge zahlen.
Diese betragen in den USA 60 bis 140 US-Dollar pro Jahr und beispielsweise in Frankreich 36 Euro netto.
Der mittlere Einkaufskorb-Wert beträgt in Frankreich an Wochentagen 130 € und an Wochenenden 160 €.
Der Umsatz-Anteil der Lebensmittel liegt in Frankreich bei 70 % gegenüber 30 % Nicht-Lebensmittel. In anderen Ländern ändert sich dieser Anteil nach drei bis fünf Jahren auf 55 % zu 45 %.
In Frankreich sind von 800 Lieferanten nahezu 400 lokale Zulieferer.

## Kennzahlen
| Jahr | Angestellte | Umsatz in Mio. US$ | Gewinn in Mio. US$ | Bilanzsumme in Mio. US$ |
| ---- | ----------- | ------------------ | ------------------ | ----------------------- |
| 2005 | 118.000     | 52.952             | 1.063              | 16.665                  |
| 2006 | 127.000     | 60.151             | 1.103              | 17.495                  |
| 2007 | 127.000     | 64.401             | 1.083              | 19.607                  |
| 2008 | 137.000     | 72.483             | 1.283              | 20.682                  |
| 2009 | 142.000     | 71.422             | 1.086              | 21.979                  |
| 2010 | 147.000     | 77.946             | 1.303              | 23.815                  |
| 2011 | 164.000     | 88.915             | 1.462              | 26.761                  |
| 2012 | 174.000     | 99.137             | 1.709              | 27.140                  |
| 2013 | 184.000     | 105.156            | 2.039              | 30.283                  |
| 2014 | 195.000     | 112.640            | 2.058              | 33.024                  |
| 2015 | 205.000     | 116.199            | 2.377              | 33.017                  |
| 2016 | 218.000     | 118.719            | 2.350              | 33.163                  |
| 2017 | 231.000     | 129.025            | 2.679              | 36.347                  |
| 2018 | 245.000     | 141.576            | 3.134              | 40.830                  |
| 2019 | 254.000     | 152.703            | 3.659              | 45.400                  |
| 2020 | 273.000     | 166.761            | 4.002              | 55.556                  |
| 2021 | 288.000     | 195.929            | 5.007              | 59.268                  |
| 2022 | 304.000     | 226.954            | 5.844              | 64.166                  |
| 2023 | 316.000     | 242.290            | 6.292              | 68.994                  |
| 2024 | 333.000     | 254.453            | 7.367              | 69.831                  |

## Trivia
Die US-amerikanische Komödie The Watch – Nachbarn der 3. Art mit Ben Stiller (als Costco-Filialleiter) spielt zum Teil in einer Costco-Filiale.
In der Science-Fiction-Komödie Idiocracy wird der Protagonist im Jahr 2505 in einer gigantischen Costco-Filiale verhaftet.